# Edwin Evans (Cricketspieler)
Edwin Evans (* 26. März 1849 in Sydney, Australien; † 2. Juli 1921 in Walgett, Australien) war ein australischer Cricketspieler, der zwischen 1881 und 1886 für die australische Nationalmannschaft spielte.

## Kindheit und Ausbildung
Evans’ hatte sechs Brüder und fünf Schwestern und sein Vater verstarb früh. Teile seiner Schulbildung erhielt er am Newington College in Sydney. Schon in der Jugend spielte er Cricket.

## Aktive Karriere
Mit etwa 18 Jahren verließ er seine Heimatstadt und zog nach Walgett, wo seine Familie Land erwarb. Sein First-Class-Debüt gab Evans in der Saison 1874/75 und spielte in der Folge für New South Wales. Sein Test-Debüt in der Nationalmannschaft erfolgte als England in der Saison 1881/82 nach Australien kam. In seinem ersten Test erzielte er 3 Wickets für 81 Runs und im zweiten an der Seite von Joey Palmer 3 Wickets für 64 Runs. Ein Jahr später erhielt er einen weiteren Einsatz und in der Saison 1884/85 ebenso. Seine letzte Tour absolvierte er, als er in der Saison 1886 nach England reiste und dort zwei Tests absolvierte, jedoch nicht herausragen konnte. Sein letztes First-Class-Spiel für New South Wales bestritt er in der Saison 1887/88.

## Nach der aktiven Karriere
Evans galt als guter Schütze, unter anderen von Tauben und Kängurus. Neben Cricket betrieb er auch Tennis zu einer Zeit, als der Sport noch nicht so weit verbreitet war. Er arbeitete unter anderem als Inspektor für freie Ländereien. Er war zwei Mal verheiratet und hatte insgesamt sechzehn Kinder. Im Juli 1921 verstarb er im Alter von 72 Jahren an den Folgen eines Schlaganfalls.

## Einordnung
Grade zu Beginn seiner Karriere ragte er durch seine Genauigkeit beim bowlen heraus. Zusammen mit Frederick Spofforth konnte er die gegnerischen Batter von beiden Seiten des Pitches unter Druck setzen.